# Saint-Paul-sur-Isère
Saint-Paul-sur-Isère település Franciaországban, Savoie megyében. Lakosainak száma 533 fő (2022. január 1.). Saint-Paul-sur-Isère La Bâthie, Bonvillard, Cevins, Esserts-Blay, Monthion, Montsapey, Notre-Dame-des-Millières, Rognaix és Sainte-Hélène-sur-Isère községekkel határos.

## Népesség
A település népessége az elmúlt években az alábbi módon változott:
| Lakosok száma | 523  | 509  | 586  | 524  | 531  | 529  | 526  | 524  | 533  |
|               | 2013 | 2015 | 2016 | 2017 | 2018 | 2019 | 2020 | 2021 | 2022 |